# 蘿莉塔影片

女性的各個發育階段。未滿18歲的少女多處於I-IV

蘿莉塔影片（日语： Rorīta bideo），又稱蘿莉影片，是指以激起戀童者對少女的性慾為目標的日本影片作品。此一稱呼並不會考慮相關作品是否於某個地方視為違法。此一用語在日本已不再使用，而且其範圍並不涵蓋年少偶像的音樂錄影帶。
蘿莉塔影片跟印象影片（IV）和成人影片（AV）在概念上存有不同。少女的印象影片並不包含直接的性描寫。蘿莉塔影片跟少女裸體寫真集一樣，在1999年之後便因《兒童買春、兒童色情關係行為等處罰及兒童保護等相關法律》而不能於日本合法發行。

## 合法發行
1982年8月的《步美11歲 細小的誘惑》（あゆみ11歳 小さな誘惑）為日本首部蘿莉塔影片。當中由青山正明飾演一個被少女吸引的青年。青山表示，即使這部作品的售價高達3萬日元，但預錄製的4000部錄影帶亦能全部賣出。
像清岡純子和力武靖般的少女裸體寫真攝影師仍會拍攝蘿莉塔影片。這些作品於當時的日本都是合法發行的。
1985年8月10日發售的蘿莉塔專門誌《Hey! Buddy》9月増刊號《蘿莉控LAND 8》（ロリコンランド8）被警視廳保安一課下令回收禁售——帶出了在當局眼中，「少女的陰裂可被認定為淫穢物」的訊息。1988年夏天，審查機構日本視訊倫理協會決定不再檢視「蘿莉塔作品」。這些事件皆使得蘿莉塔影片的作品數量急劇下降。此後的合法新作皆不容直接露出少女的性器官。
在《兒童色情製品法》實施後，年少偶像產業開始興起，有關產業的製作商會推出各種各樣的印象影片。於有關影片登場的少女並沒有進行性行為或露出性器官，但卻會擺出各種各樣的煽情姿勢（非裸情色）。不過亦有部分製作者因作品中的露出度較高，而被警方逮捕，所以它們於日本不全是合法。

## 非法發行
正當第一次無碼界熱潮發生時（1982年），日本市面上亦出現了《水手服和卡宾枪》（セーラー服とカービン銃）這部無碼兒童色情界的先驅作品。這部作品長30分鐘，而且有可能是在關西那邊拍攝的。不過這部作品的女優據推算為16-17歲左右。而其重點並不在於「兒童」，而是在於推出一部符合「水手服作品」譜系的作品。雖然這些作品亦以「蘿莉塔」見稱，但其重點在於「校服」。「蘿莉塔」在這種語境上只是較高年齡的男性對於年輕女子的稱呼，而非蘿莉控眼中的「蘿莉塔」。
由幼童出演的無碼色情作品於日本較為罕見；這類型的作品在1999年之前已被日本當局認定為違反《兒童福利法》和《猥褻物頒佈等罪》。1983年開始流通的《處女之泉》（処女の泉）攝有13歲少女與成年男性發生性行為的場景，佐野良醉表示這部作品「即使是貪婪的關西商人，也在『是否把之流出到黑市』一事上猶豫不決」。雖然這部作品於半年後被檢舉，但小規模的市場仍然存在，市面上之後亦出現了《蘿莉塔 雅代 & 忍》（ロリータ雅代 & しのぶ）、《老人與少女與性》（老人と少女と性）、《插入12》（インサート12）等同類作品。接着還出現了於菲律宾及鄰近地區拍攝的少女性行為相關作品，比如在1983年末開始出現的《櫻桃殺手》（チェリーキラー），以及在1984年2月出現的《南十字性》。
AV女優可在作品中靠著演技或實際感覺來擺出感受到性快感的表情，但這兩點對於少女而言都較難做到，故此有關作品很難取得成功。
有關作品的女優年齡基本上只能靠推測去估算，不過仍有一部分因各種原因而可以直接得知。比如《少女的道草》（少女の道草）和《奇怪的感覺……》（変な感じ…）的製作人在被捕後，便有報導直接指出出演作品的少女時齡12歲。部分喜歡此類作品的人會稱之作「有權威認證的」（お墨付き）蘿莉塔無碼影片。
不過由於日本方面嚴格地規管有關作品，故1986到1994年之間就很少再有新作。之後在2000年左右，由於互聯網興起，《關西援交》系列開始在日本廣為流傳，其以拍攝跟中小學生發生性行為的場景作主打，警方及後介入事件，逮捕製片人。

## 引用
1. ↑  青山 1994，第166頁.
2. 1 2 3  青山 1994，第167頁.
3. 1 2  高月 2009，第65頁.
4. ↑   . 読売新聞・東京夕刊. 1985-09-19: 19.
5. ↑  ばるぼら. . WEBスナイパー（大洋図書Web事業部）. 2008-11-16  [2018-09-21]. （原始内容存档于2020-06-28）.
6. ↑  Fletcher, James. . BBC. 2015-01-07  [2020-09-16]. （原始内容存档于2021-03-13）.
7. ↑  . ITmedia. 2016-09-09  [2021-01-02]. （原始内容存档于2016-09-09）.
8. ↑  有屋町はる. . messy. 2017-08-12  [2020-09-14]. （原始内容存档于2020-11-20）.
9. ↑  Patrick W. Galbraith. . Patrick W. Galbraith; Jason G. Karlin  (编). . Palgrave Macmillan. 2012: 185–208. ISBN 9780230298309.
10. 1 2  佐野 1985，第43頁.
11. 1 2  佐野 1985，第44頁.
12. ↑   (PDF). 联合国防止歧视及保护少数小组委员会: 11–12. 1993-07-08  [2020-12-13]. （原始内容存档 (PDF)于2021-08-23）.
13. 1 2  佐野 1985，第45頁.
14. ↑  佐野 1985，第46頁.
15. 1 2  青山 1994，第168頁.
16. ↑  . TOCANA. 2020-06-06  [2021-03-06]. （原始内容存档于2020-12-19）.